# Kanton Villard-de-Lans
Der Kanton Villard-de-Lans war bis 2015 ein französischer Wahlkreis im Arrondissement Grenoble, im Département Isère und in der Region Rhône-Alpes. Hauptort war Villard-de-Lans, Vertreterin im conseil général des Départements war von 2004 bis 2013 Pierre Buisson (DVD). Ihm folgte Chantal Carlioz (ebenfalls DVD) nach.
Der Kanton umfasste die Wahlberechtigten aus sieben Gemeinden:
| Gemeinde                    | Einwohner Jahr | Fläche km² | Bevölkerungsdichte | Code INSEE | Postleitzahl |
| --------------------------- | -------------- | ---------- | ------------------ | ---------- | ------------ |
| Corrençon-en-Vercors        | 357 (2013)     | 39,34      | 9 Einw./km²        | 38129      | 38250        |
| Engins                      | 496 (2013)     | 20,64      | 24 Einw./km²       | 38153      | 38360        |
| Lans-en-Vercors             | 2613 (2013)    | 38,67      | 68 Einw./km²       | 38205      | 38250        |
| Autrans-Méaudre en Vercors  | 2973 (2013)    | 33,87      | 88 Einw./km²       | 38225      | 38112        |
| Saint-Nizier-du-Moucherotte | 1108 (2013)    | 11,26      | 98 Einw./km²       | 38433      | 38250        |
| Villard-de-Lans             | 4109 (2013)    | 67,2       | 61 Einw./km²       | 38548      | 38250        |